# Betzenstein
Betzenstein là một town tại huyện Bayreuth, bang Bayern nước Đức. Đô thị Betzenstein có diện tích 51,84 km², dân số thời điểm ngày 31 tháng 12 năm 2006 là 2533 người. Đô thị này tọa lạc tại Franconian Switzerland, 35 km về phía đông bắc của Nuremberg.